# Thomas Drozda
Thomas Drozda (Kematen an der Krems, 1965. július 24. –) osztrák politikus, Ausztria Szociáldemokrata Pártjának (SPÖ) tagja. 2016–2017-ben Ausztria minisztere a kancellári hivatalban; 2017 óta az osztrák Nemzeti Tanács tagja. 2018 szeptemberé és 2019 szeptemberé között pártjának ügyvezető igazgatója volt.